# 布鲁诺·诺伊曼
布鲁诺·诺伊曼（德語：Bruno Neumann，1883年4月26日—1943年12月31日），德国男子马术运动员。他曾代表德国参加1928年夏季奥林匹克运动会马术比赛，获得个人三项赛铜牌。他在第二次世界大战期间去世。